# Pont Neuf

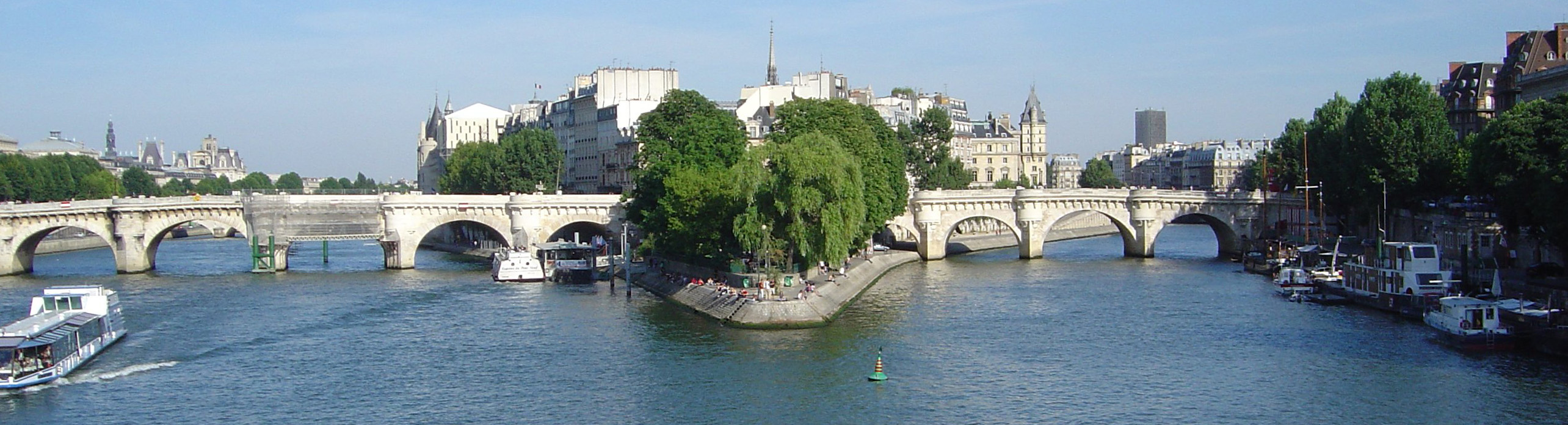
Pont Neuf.

Pont Neuf (franska: "Nya bron") är den äldsta bevarade bron över floden Seine i Paris. Den började byggas år 1578, på order som utfärdades året före av kung Henrik III, då den gamla – nu raserade – bron var överbelastad.
Bron blev klar 1607, efter att bygget stod stilla 1588–1599 under ett politiskt omvälvande decennium. Den är 278 meter lång och 28 meter bred.
Åren 1994–2007 genomfördes en omfattande upprustning av bron.
I närheten av bron ligger tunnelbanestationen Pont Neuf. Stationen har konstnärlig utsmyckning.